# João José Rodrigues Leitão

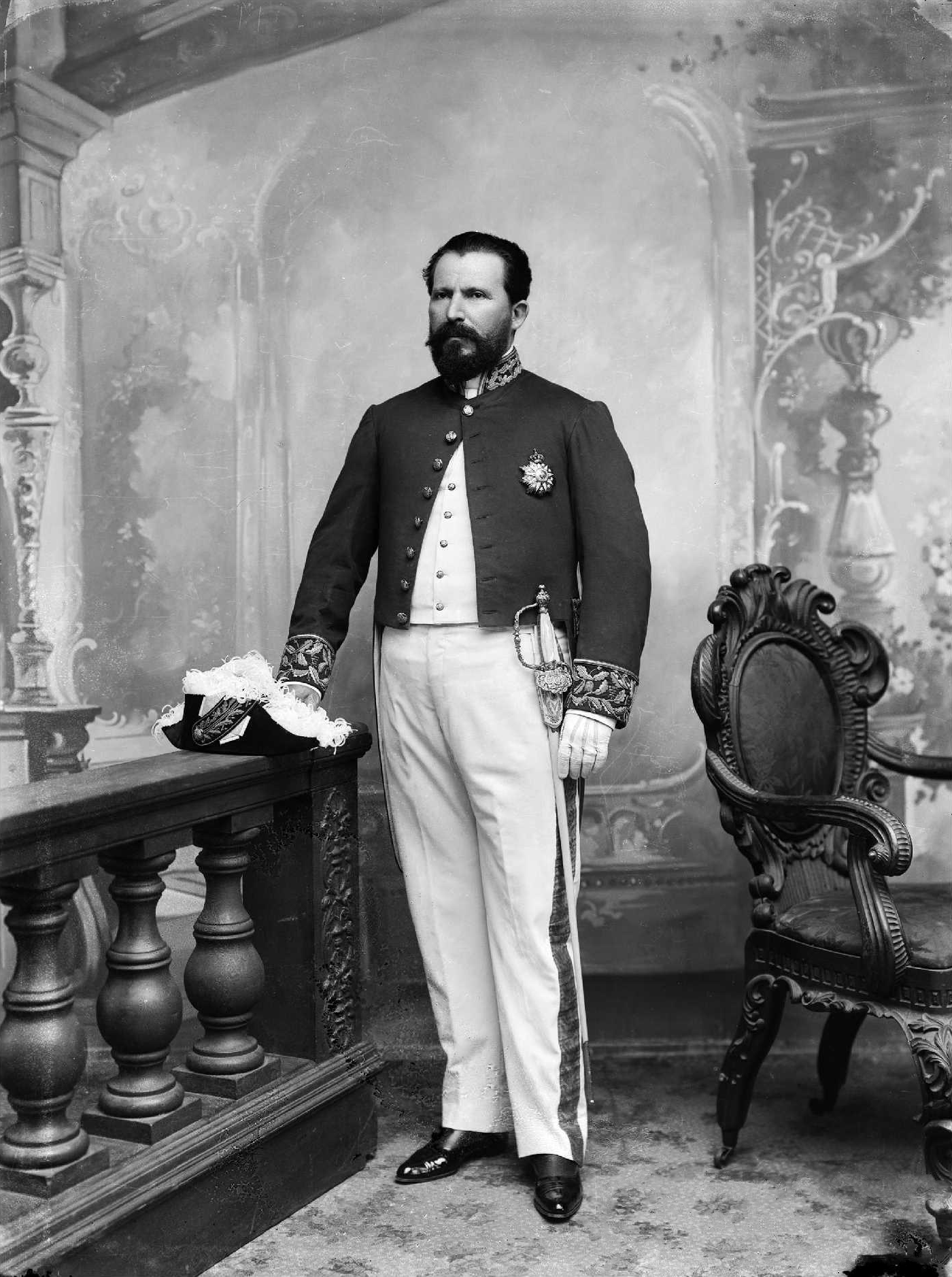
Retrato fotográfico do Visconde de Cacongo, 1903

João José Rodrigues Leitão, primeiro e único visconde de Cacongo (Ponte da Barca, 20 de agosto de 1843 – Funchal, 15 de junho de 1925),  foi um comerciante português, responsável pela ocupação de um território a norte do rio Zaire, que veio mais tarde a se constituir parte do enclave de Cabinda.

## Título
Recebeu o viscondado por decreto e carta de 1 de agosto de 1884, por D. Luís I de Portugal. Após sua morte, seu sobrinho Carlos Ernesto Rodrigues Leitão tornou-se pretendente ao título.

## Homenagens
Diversas escolas e vias públicas são nomeadas em homenagem ao Visconde de Cacongo, em Portugal Continental e na Madeira.